# Saint-Loup-sur-Semouse
Saint-Loup-sur-Semouse è un comune francese di 3 677 abitanti situato nel dipartimento dell'Alta Saona nella regione della Borgogna-Franca Contea.

## Società

### Evoluzione demografica
Abitanti censiti